# Institut français d'archéologie orientale
Het Institut français d'archéologie orientale (of IFAO) is een Frans instituut voor archeologisch onderzoek gevestigd in Caïro (Egypte). Het behoort tot een netwerk van Franse scholen in het buitenland en is de eerste in Egypte gevestigde Franse wetenschappelijke instelling.
Het IFAO is een openbare instelling met een wetenschappelijk, cultureel en professioneel karakter en staat onder het gezag van het Ministerie van Onderwijs, Hoger Onderwijs en Onderzoek.
Het instituut houdt zich vooral bezig met de archeologie, de geschiedenis en de filologie van verschillende Oud-Egyptische beschavingen.
Het beschikt over een bibliotheek met meer dan 80.000 volumes en een aantal archieven. De archieven zijn in 1972 opgericht en hebben als doel het samenbrengen van de wetenschappelijke en fotografische archieven van alle projecten van het instituut van de oprichting tot nu. Ook heeft het zich belast met het behoud van de oudste archieven.
Wetenschappers worden benoemd voor een periode van een jaar door de minister van Onderwijs, Hoger Onderwijs en Onderzoek, op voorstel van de wetenschappelijke raad van de instelling, na overleg een toelatingscommissie. De wetenschappelijke leden kunnen twee achtergronden hebben: egyptologie en papyrologie of Koptische, Arabische en Islamitische studies. De benoeming kan tot drie keer verlengd worden.

## Directeuren
- 1880-1881: Gaston Maspero
- 1881-1883: Eugène Lefébure
- 1883-1886: Eugène Grébaut
- 1886-1898: Urbain Bouriant
- 1898-1911: Émile Gaston Chassinat
- 1912-1914: Pierre Lacau
- 1914-1928: Georges Foucart
- 1928-1940: Pierre Jouguet
- 1940-1953: Charles Kuentz
- 1953-1959: Jean Sainte Fare Garnot
- 1959-1969: François Daumas
- 1969-1976: Serge Sauneron
- 1977-1981: Jean Vercoutter
- 1981-1989: Paule Posener-Kriéger
- 1989-1999: Nicolas Grimal
- 1999-2005: Bernard Mathieu
- 2005-2010: Laure Pantalacci
- 2010-2015: Béatrix Midant-Reynes
- sinds medio 2015: Laurent Bavay